# 레이더 추적
레이더 추적은 레이더의 신호를 보고 관측대상이 어디로 이동중인지 추적하는 기술을 말한다.
레이더 추적기(Radar tracker)는 레이더 시스템 또는 관련 명령 및 제어(C2) 시스템의 구성 요소로, 동일한 대상에 대한 연속적인 레이더 관측을 트랙에 연결한다. 레이더 시스템이 여러 다른 대상의 데이터를 보고하거나 여러 다른 레이더 또는 다른 센서의 데이터를 결합해야 할 때 특히 유용하다.

## 같이 보기
- 레이더